# Armand-Emmanuel Trial
Armand-Emmanuel Trial, född 1 mars 1771 i Paris, död 9 september 1803 i Paris, var en fransk kompositör i Paris. Han var son till skådespelaren Antoine Trial.

## Biografi
Armand-Emmanuel Trial föddes 1771 i Paris. Han var son till skådespelaren Antoine Trial. Trial  blev körrepetitör vid Théâtre Lyrique 1797. Han komponerad bland annat operorna Julien et Colette, ou la milice och Les deux petits aveugles. Trial avled 1803 på grund av ett utsvävande levnadssätt.